# DHTML

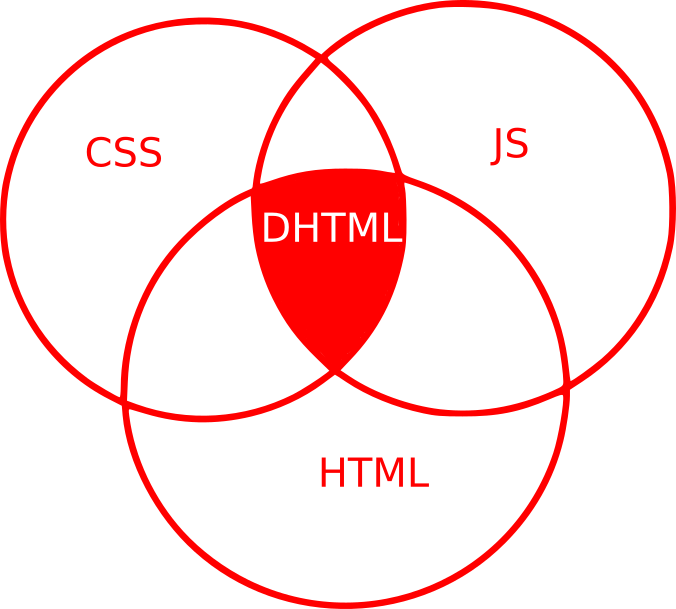

Dynamic HTML, ou DHTML, é um termo usado para designar o conjunto de tecnologias formado pela linguagem de marcação HTML somada ao JavaScript e uma linguagem de apresentação, como folhas de estilo CSS aliada a um DOM (Modelo de Objeto de Documentos), para permitir que uma página Web seja modificada dinamicamente na própria máquina cliente, sem necessidade de novos acessos ao servidor web.
Como o HTML5 também é utilizado para se referir a união de HTML, JavaScript e CSS; o termo DHTML passou a ser menos utilizado. Também por conta do novo padrão HTML, todos os navegadores mais usados (Google Chrome, Internet Explorer, Firefox,Opera e Safari) incluíram vários recursos DHTML ao implementarem o JavaScript 1.8.5 e o CSS 3. Sendo assim, esses DHTMLs vão algo além da capacidade de alterar as propriedades das marcações tags HTML dinamicamente. A última versão de CSS permite por exemplo o uso de fontes dinâmicas (dynamic fonts), assim as fontes são transmitidas pelo servidor junto com o documento HTML, possibilitando, a qualquer browser que implemente esse recurso, mostrar os caracteres exatamente como planejou o autor do documento. Resumindo, DHTML é um conjunto de ingredientes que proporcionam um maior controle sobre a apresentação do conteúdo de páginas da Web, além de possibilitar a inclusão de componentes multimédia, como animações, diretamente no código HTML, sem a necessidade de plug-ins.